# Oxford Circus (stanice metra v Londýně)
Oxford Circus je stanice metra v Londýně, otevřená v roce 1900. Nachází se na třech linkách :
- Bakerloo Line (mezi stanicemi Regent's Park a Piccadilly Circus)
- Victoria Line (mezi stanicemi Green Park a Warren Street)
- Central Line (mezi stanicemi Bond Street a Tottenham Court Road).

V roce 2014 v této stanici nastoupilo a vystoupilo cca 98,51 cestujících.